# Rancho Nuevo, Tamaulipas
Rancho Nuevo är en ort i Mexiko.   Den ligger i kommunen Antiguo Morelos och delstaten Tamaulipas, i den centrala delen av landet, 400 km norr om huvudstaden Mexico City. Rancho Nuevo ligger 209 meter över havet och antalet invånare är 104.
Terrängen runt Rancho Nuevo är kuperad västerut, men österut är den platt. Runt Rancho Nuevo är det glesbefolkat, med 11 invånare per kvadratkilometer. Närmaste större samhälle är Antiguo Morelos, 8,0 km sydost om Rancho Nuevo. Omgivningarna runt Rancho Nuevo är en mosaik av jordbruksmark och naturlig växtlighet.